# Danny Heister
Danny Heister (Zevenaar, 18 november 1971) is een Nederlands voormalig tafeltennisprof. Hij speelde vanaf zijn twintigste in de Duitse Bundesliga, bij onder meer Borussia Düsseldorf en TTV RE-BAU Gönnern. In september 2007 keerde hij terug in de Nederlandse competitie bij Feijenoord van Teylingen, waarmee hij in 2008 en 2009 landskampioen werd en vervolgens stopte.
Heister sloeg op 9 mei 2009 het beslissende punt binnen voor FVT in de play-offs om het landskampioenschap tegen Openline Westa. Zijn 3-2 winstpartij tegen Daan Sliepen was de laatste wedstrijd van zijn carrière als actieve speler. Hij bekrachtigde dit met een symbolisch gebaar door zijn batje te breken. Heister zette zijn functie als bondscoach van het Nederlandse mannen- en jeugdtteam wel voort.

De reden van Heisters stoppen als speler was dat hij zijn tijd wilde gaan verdelen tussen het bondscoachschap en zijn op dat moment kort daarvoor geboren derde kind. In dat schema paste het van huis af zijn voor competitie- plus Europa Cup-wedstrijden niet meer. Het niveau in de eredivisie kon Heister nog makkelijk aan, getuige de 50 overwinningen in de 52 competitiewedstrijden die hij speelde sinds september 2007. Alleen Sliepen en Merijn de Bruin wisten hem beiden één keer te kloppen.
Heister verdeelde in veertien finales van het NK tafeltennis samen met Trinko Keen nationale titels. Hij nam deel aan drie Olympische Spelen.
Sinds 2010 is Heister hoofdtrainer van de Duitse topclub Borussia Düsseldorf.

## Erelijst
- Nederlandse kampioen enkelspel: 1991-1993, 1995, 1997, 1998, 2001-2003, 2006 en 2008.
- Nederlandse kampioen dubbelspel: 1989 (met Frank Boute), 1992-1995 (met Trinko Keen), 1999-2004 (met Keen), 2005-2008 (met Barry Wijers)
- Nederlandse kampioen gemengd dubbel: 1989 (met Emily Noor), 1991 (met Noor), 2006-2008 (met Li Jiao)
- EK-medailles: team (1998, brons), heren dubbel (2002, brons)
- Vijfde op de Europa Top-12 2000, 2002 en 2003.
- Interlands: 204
- Hoogste positie Nederlandse ranglijst: 1e
- Hoogste positie ITTF-wereldranglijst: 16e (januari 2003)
- Deelname Olympische Spelen: Olympische Zomerspelen 1996 (Atlanta), Olympische Zomerspelen 2000 (Sydney), Olympische Zomerspelen 2004 (Athene)
- Nederlands clubkampioen 1990 en 1991 met Tempo-Team, 2008 en 2009 met FVT
- Nationale beker 2008 en 2009 met FVT

ITTF Pro Tour:
Enkelspel:
- Verliezend finalist Frankrijk Open 1997

Dubbelspel:
- Winnaar Engeland Open 1999 (met Trinko Keen)
- Verliezend finalist Engeland Open 1997 (met Trinko Keen)
- Verliezend finalist Frankrijk Open 1997 (met Trinko Keen)

## Resultaten uit het ETTU-archief
| Toernooi               | Jaar | Plaats     | Land | Enkel       | Dubbel                       | Mixed                             | Team |
| ---------------------- | ---- | ---------- | ---- | ----------- | ---------------------------- | --------------------------------- | ---- |
| Europees Kampioenschap | 2007 | Belgrado   | SRB  | laatste 128 |                              | laatste 16 met Li Jiao            | 10   |
| Europees Kampioenschap | 2005 | Aarhus     | DEN  | laatste 32  | laatste 32 met Barry Wijers  | Kwartfinale met Li Jiao           | 24   |
| Europees Kampioenschap | 2003 | Courmayeur | ITA  | laatste 128 | laatste 16 met Trinko Keen   |                                   | 8    |
| Europees Kampioenschap | 2002 | Zagreb     | CRO  | laatste 64  | Halve finale met Trinko Keen |                                   | 10   |
| Europees Kampioenschap | 2000 | Bremen     | GER  | laatste 32  | laatste 32 met Trinko Keen   |                                   | 8    |
| Europees Kampioenschap | 1998 | Eindhoven  | NED  | Kwartfinale | laatste 16 met Trinko Keen   | laatste 32 met Bettine Vriesekoop | 4    |
| Europees Kampioenschap | 1996 | Bratislava | SVK  | laatste 128 |                              |                                   | 10   |
| Europees Kampioenschap | 1994 | Birmingham | ENG  | laatste 16  |                              | laatste 64 met Emily Noor         | 10   |
| Europees Kampioenschap | 1992 | Stuttgart  | GER  | laatste 64  | laatste 32 met Gert Kobes    | laatste 32 met Mirjam Hooman      | 5    |
| Europees Kampioenschap | 1990 | Göteborg   | SWE  | laatste 128 | laatste 32 met Frank Boute   | laatste 16 met Mirjam Hooman      | 8    |